# Czornyje kamni
Czornyje kamni (ros. Чёрные камни) – przystanek kolejowy wśród tajgi, w rejonie sortawalskim, w Karelii, w Rosji. Położony jest na linii Chijtoła – Suojarwi, w oddaleniu od osad ludzkich. Najbliższą miejscowością jest Pirttipochja.
Przystanek poprzednio nosił nazwę Ałusłampi. Zmiany na obecną nazwę dokonano w maju 2023.